# Lower.com Field
Lower.com Field és un estadi específic de futbol a Columbus, Ohio, Estats Units. Serveix principalment com a estadi del club Columbus Crew de la Major League Soccer, reemplaçant l'estadi anterior del club, l'històric Columbus Crew Stadium, l'estadi específic de futbol més antic del país. El nou estadi va costar 314 milions de dòlars i es troba al centre del desenvolupament de l'Astor Park d'ús mixt adjacent al districte d'Arena i al centre de la ciutat de Columbus. Té un total de 20.000 espectadors i inclou 30 suites i 1.900 seients de luxe del club.

## Història
Entre la seva primera temporada, fins a mitjan 2021, el Columbus Crew va jugar els seus partits com a local a l'històric Columbus Crew Stadium situat a Columbus, Ohio, va ser inaugurat el 1999 i compta amb una capacitat per a 20.145 espectadors i és el primer estadi específic de futbol del país. Des del 3 de juliol de 2021, el Columbus Crew juga de local en el Lower.com Field, també localitzat a la ciutat de Columbus. La capacitat és per a 20.011 espectadors.
La construcció de l'estadi nou estava prevista per començar a l'estiu de 2019. El 15 de juny de 2021, el Columbus Crew va anunciar que l'empresa immobiliària en línia amb base a Columbus Lower.com havia adquirit els drets de nom de l'estadi; per política d'equip, els termes no es van revelar. El primer partit al Lower.com Field va ser el 3 de juliol de 2021 i va resultar en un empat 2-2 entre el Columbus Crew i el New England Revolution. Les parts de l'estadi encara estaven en construcció en aquell moment. El primer gol en la història de l'estadi va ser marcat per Tajon Buchanan del New England Revolution. El primer gol del Columbus Crew va ser marcat per Gyasi Zardes. El 17 de juliol de 2021, l'equip va guanyar per primera vegada a l'estadi Lower.com amb una victòria per 2-1 sobre el New York City FC.